# Villarmayor
Villarmayor és un municipi de la província de Salamanca a la comunitat autònoma de Castella i Lleó. Limita al Nord amb Ledesma, al Nord-est amb Juzbado, a l'Est amb Vega de Tirados i Golpejas, al Sud amb La Mata de Ledesma i a l'Oest amb Doñinos de Ledesma.

## Demografia
| 1991 | 1996 | 2001 | 2004 |
| ---- | ---- | ---- | ---- |
| 238  | 252  | 221  | 215  |